# Charminar

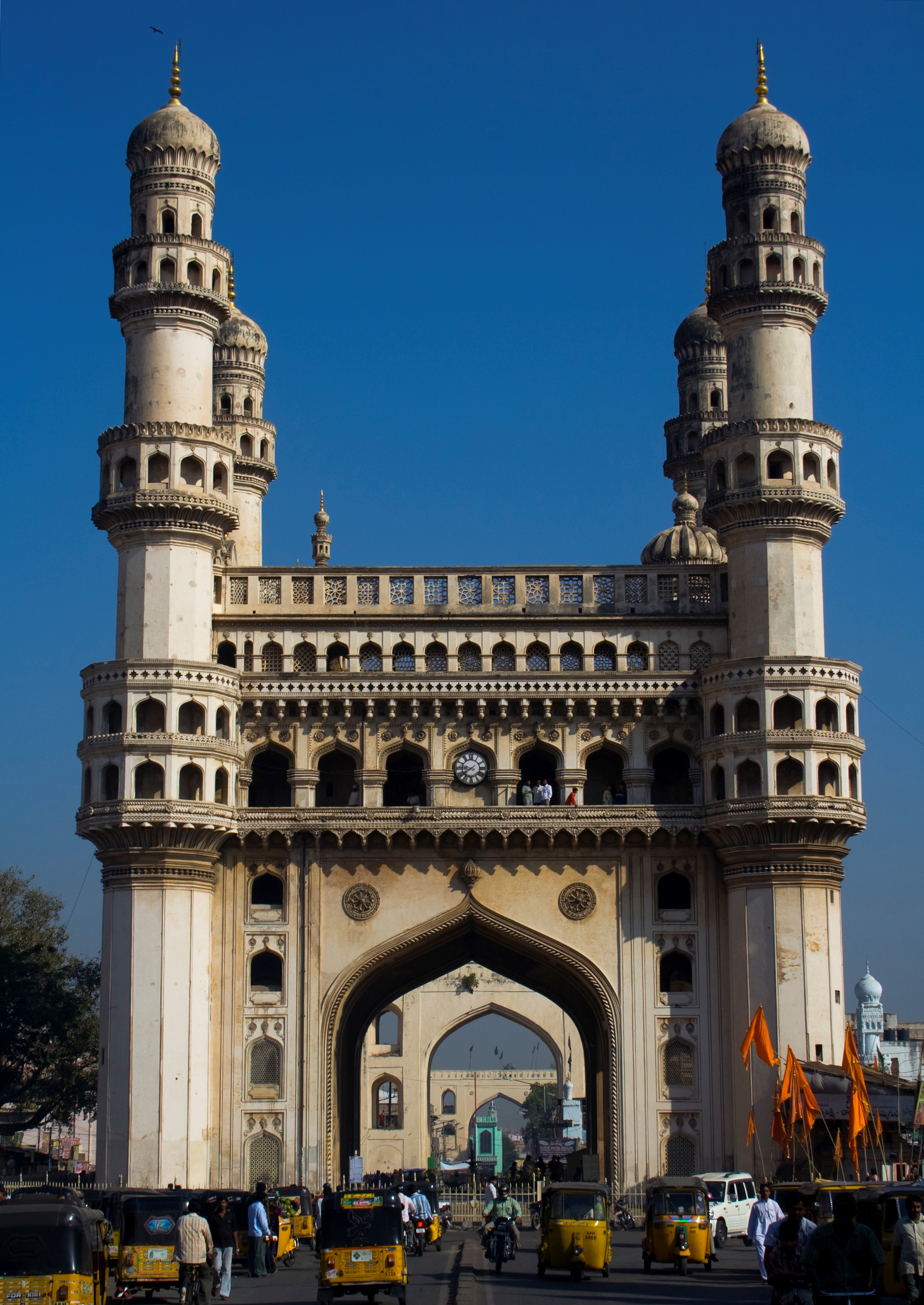
Charminar

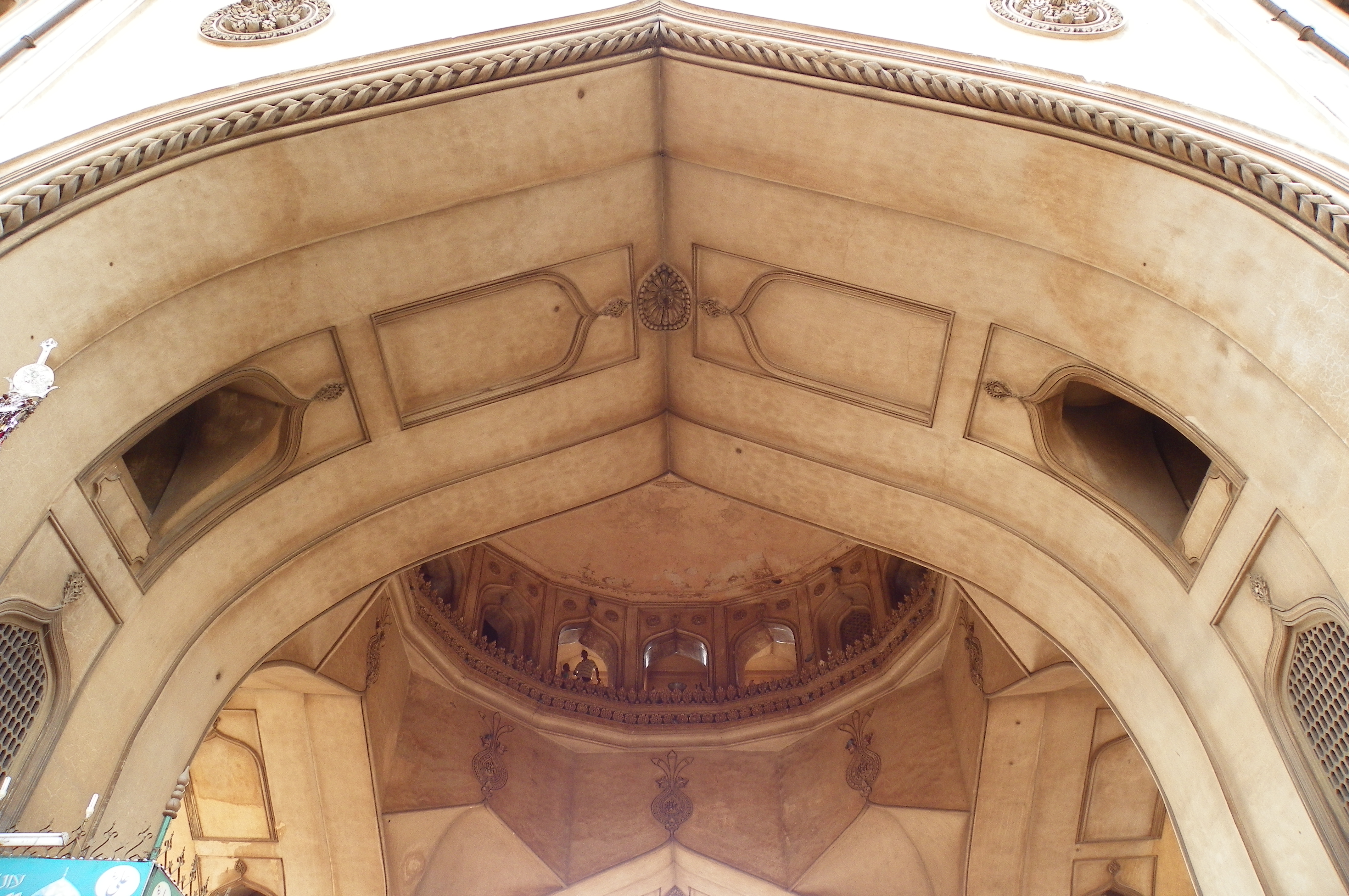
Blick in die Kuppel unter dem Moscheehof

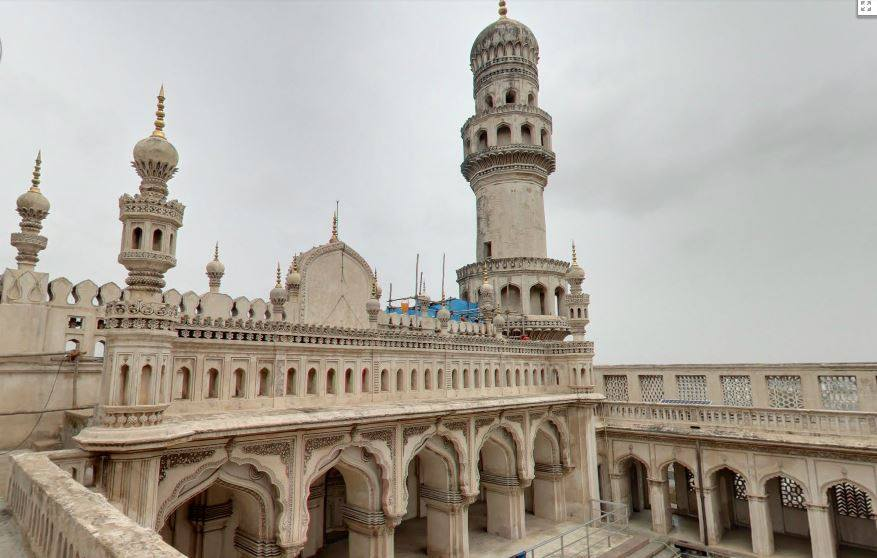
Blick in die Moschee (links: Westen)

Das Charminar (Telugu: చార్ మినార్, Hindi: चार मीनार, Urdu: چار مینار; deutsch: ‚vier Minarette‘, von persisch چار منار, DMG Čār Minār als Kurzform von چهار منار, DMG Čahār Minār) ist ein Torbau in der mittelindischen Stadt Hyderabad (Telangana). Es ist das bedeutendste historische Bauwerk der Stadt und gleichzeitig eines der Wahrzeichen des ganzen Landes und der islamischen Architektur überhaupt.

## Geschichte
Das Charminar wurde wahrscheinlich von Muhammad Quli Qutb Shah im Jahr 1591 im Zusammenhang mit der Stadtgründung von Hyderabad in der Ebene unterhalb des Golkonda-Festungsbergs und nach einer überstandenen Pestepidemie errichtet. Auch ein Zusammenhang mit dem Jahr 1000 der islamischen Zeitrechnung wurde bereits in einem europäischen Reisebericht von Jean de Thévenot († 1667) postuliert. Im 18. Jahrhundert zerstörte ein Blitzschlag eines der Minarette; bis zum Jahr 1824 wurde es erneuert und der gesamte Bau neu verputzt. Im 19. Jahrhundert wurde unterhalb der Kuppel eine Brunnenanlage installiert, die wahrscheinlich eine bereits vorhandene Zisterne ersetzt hat.

## Architektur
Das ein Quadrat von etwa 32 m Seitenlänge bildende und etwa 56 m hohe Bauwerk besteht zur Gänze aus verputztem Granitgestein und ist in alle vier Himmelsrichtungen durch hohe Kielbögen geöffnet. Die massiven Eckpfeiler sind akzentuiert durch vier polygonal gebrochene Treppenaufgänge, die zur Moschee im Obergeschoss bzw. in die jeweiligen Türme führen. Oberhalb der Bogenscheitel verläuft ein Balkon, der um die Türme herum verkröpft ist. An den Minaretten befinden sich im oberen Bereich weitere Umgangsbalkone, die die ansonsten schmucklos wirkenden polygonalen bzw. runden Turmschäfte auflockern. Diese enden in Chhatris mit gebauchten Kuppeln, die ihrerseits wiederum in weitgeöffneten steinernen Lotosblüten ruhen.
Am gesamten Baukörper und an den Minaretten befinden sich weder Zinnen noch andere wehrhaft wirkende Bauelemente; stattdessen findet sich eine Vielzahl von Arkadenbögen, Balkonen (jharokhas) und unterschiedlich gestalteten Jali-Gittern – der primär repräsentative Charakter des Bauwerks wird dadurch unterstrichen.
Die im Obergeschoss befindliche Hofmoschee ist nach Westen, d. h. in Richtung Mekka, ausgerichtet. Der Bereich vor der Qibla-Wand mit der zentralen Mihrab-Nische ist überdacht und durch fünf große Arkadenbögen zum Hof hin geöffnet, ansonsten ist die von kleineren Bogenarkaden umschlossene Hoffläche (sahn) nach oben hin offen.

## Bedeutung

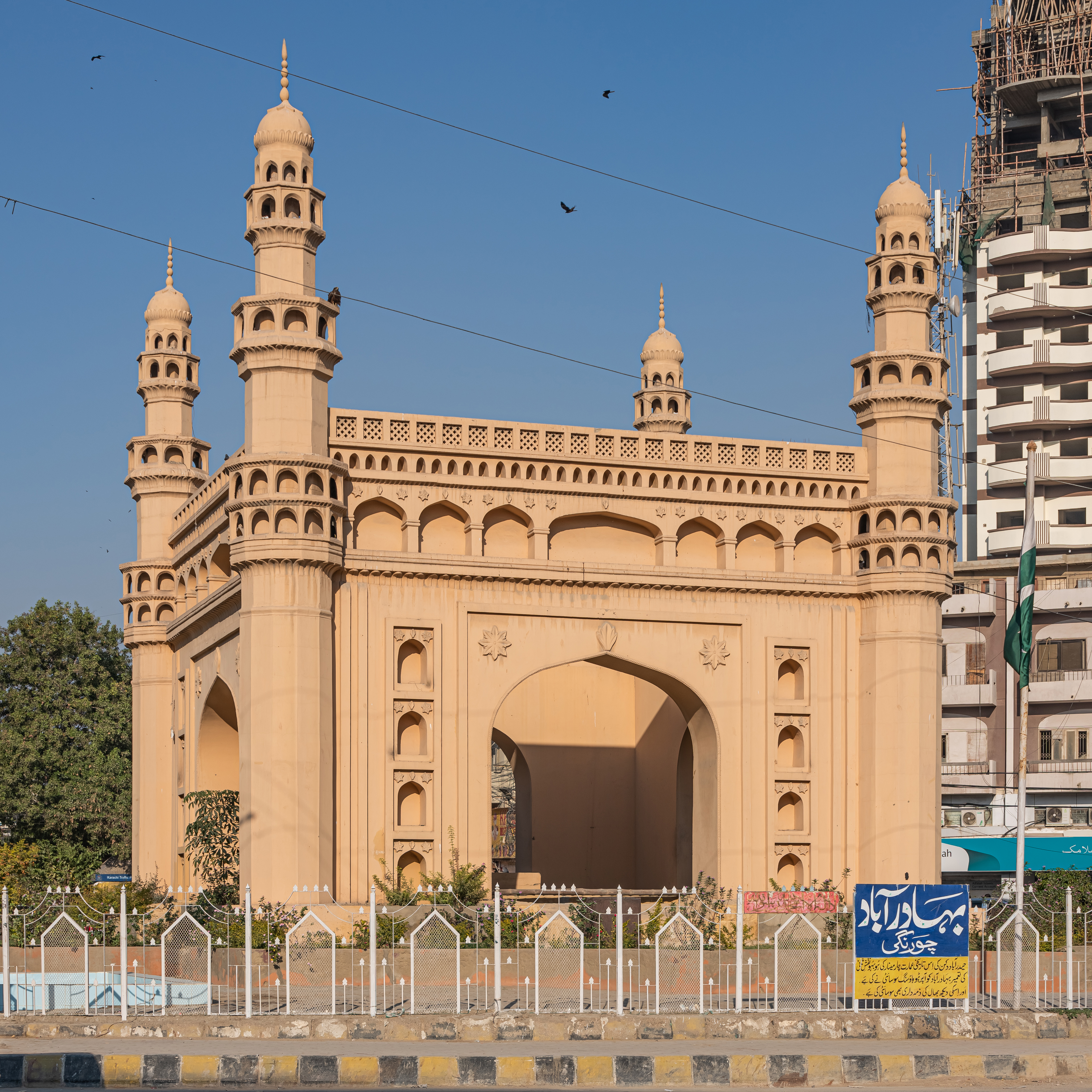
Verkleinerte Replik des Charminar bei Karachi (Pakistan)

Das auf allen vier Seiten weitgehend gleichgestaltete Bauwerk erfüllt im Stadtbild die Funktion eines freistehenden Siegestores oder Triumphbogens. Gleichzeitig befindet sich im Obergeschoss eine allseitig umschlossene und von vier Minaretten gerahmte Hofmoschee. Einen derartigen Bau hat es in der islamischen Architektur weder vorher noch nachher gegeben, wenngleich architektonische Anregungen aus dem persischen Kulturkreis bekannt sind – so z. B. die Torbauten zweier Moscheen von Yazd.
Anregend hat das Charminar möglicherweise auf den Torbau des Akbar-Mausoleums (um 1605) gewirkt; auch beim Itimad-ud-Daula-Mausoleum (um 1625) und beim Jahangir-Mausoleum (um 1630) stehen die Minarette nicht frei, sondern befinden sich in den Ecken bzw. auf dem jeweiligen Baukörper. Im Jahr 2007 wurde ein verkleinerter Nachfolgebau in Bahadurabad bei Karachi (Pakistan) fertiggestellt.

## Sonstiges
Charminar ist auch der Name eines im Jahr 2013 gedrehten Films.